# Offene Stadt

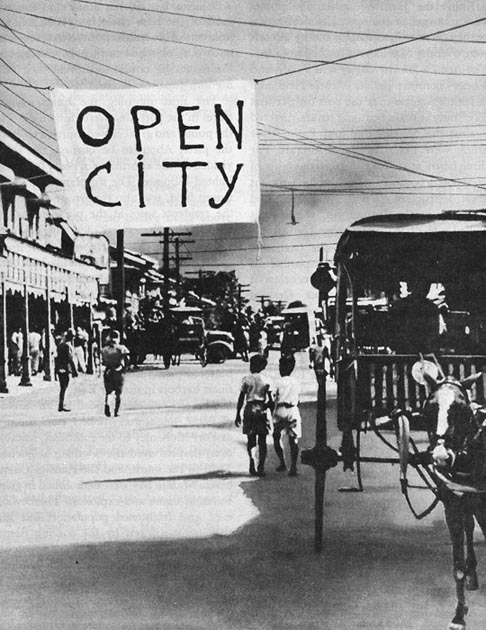
Ein Banner weist Manila als ‚Offene Stadt‘ aus (1942).

Im Kriegsrecht bezeichnet offene Stadt eine Stadt oder Ortschaft, die nicht verteidigt wird und daher nicht angegriffen oder bombardiert werden darf. Grundlage ist Artikel 25 der Haager Landkriegsordnung, der den Begriff Offene Stadt jedoch nicht verwendet: „Es ist untersagt, unverteidigte Städte, Dörfer, Wohnstätten oder Gebäude, mit welchen Mitteln es auch sei, anzugreifen oder zu beschießen.“
Davon abweichend wird der Begriff auch als Synonym für unbefestigte Stadt verwendet.

## Beispiele
Einige Städte, die während des Zweiten Weltkrieges zu offenen Städten deklariert wurden:
- Brüssel am 10. Mai 1940
- Paris am 13. Juni 1940
- Bordeaux am 20. Juni 1940
- sämtliche französischen Städte mit mehr als 20.000 Einwohnern, Juni 1940
- Rom Juni 1940
- Kanalinseln 1940
- Basel Ende Juni 1940
- Athen am 28. Oktober 1940, Appell von Ministerpräsident Metaxas an Italien
- Belgrad Anfang April 1941, dennoch fand am 6. April 1941 der Luftangriff auf Belgrad statt
- Manila 1942
- Rom, am 14. August 1943 von Italien nach der Flucht Vittorio Emanuele III. aus Rom vor den anrückenden deutschen Truppen zur offenen Stadt erklärt (siehe: Fall Achse)
- Rom, am 31. Juli 1943 von der italienischen Regierung[2] und erneut Anfang Juni 1944 von Albert Kesselring zur offenen Stadt erklärt und am 4. Juni 1944 von westalliierten Truppen besetzt
- Chieti am 24. März 1944
- Assisi durch eine Zusammenarbeit zwischen dem Stadtkommandanten Oberst Valentin Müller und dem Bischof Giuseppe Placido Nicolini im Juni 1944[3]
- Orvieto am 14. Juni 1944
- Florenz am 3. Juli 1944, von deutscher Seite verkündet, aber de facto von beiden Kriegsparteien nicht anerkannt
- Athen am 11. Oktober 1944
- Ahlen im März 1945 durch Oberfeldarzt Paul Rosenbaum
- Göttingen am 8. April 1945[4] durch Otto Hitzfeld
- Wermelskirchen am 13. April 1945.
- Innsbruck am 3. Mai 1945 mit Hilfe von Friedrich „Fred“ Mayer
- Flensburg wurde am 4. Mai 1945 vom OKW zur Offenen Stadt erklärt und seit dem 5. Mai schrittweise besetzt. Ohne Befehl entfernte die Bevölkerung am 6. Mai die noch vorhandenen Straßensperren, um sie als Brennholz zu nutzen. Unbesetzt blieb zunächst der Sonderbereich Mürwik, wo sich die letzte Reichsregierung unter Karl Dönitz aufhielt.[5][6]